# Squalius peloponensis
Squalius peloponensis är en fiskart som först beskrevs av Valenciennes, 1844.  Squalius peloponensis ingår i släktet Squalius och familjen karpfiskar. Inga underarter finns listade i Catalogue of Life.
Typisk är en mörk fläck vid främre delen av ryggfenan.
Arten förekommer på halvön Peloponnesos och på det angränsande fastlandet i Grekland. Exemplaren blir upp till 220 mm långa. De vistas i insjöar och vattendrag. Äggen har en diameter av cirka 1,8 mm. Födan utgörs av växtdelar och smådjur.
Regionala bestånd påverkas av vattenföroreningar och torka. Hela populationen anses vara stor. IUCN kategoriserar arten globalt som livskraftig.